# Миллион маленьких волокон
«Миллион маленьких волокон» (англ. A Million Little Fibers) — эпизод 1005 (№ 144) сериала «Южный Парк», его премьера состоялась 19 апреля 2006 года. Главным героем серии является Полотенчик. Привычные герои сериала не задействованы.

## Сюжет
Чтобы заработать денег и оплатить счета за квартиру, Полотенчик решает написать автобиографическую книгу «Миллион маленьких волокон». Чтобы её издать, ему пришлось притвориться человеком по имени Стивен Полотенчик. Книга становится широко известной благодаря шоу Опры Уинфри, которая объявляет её книгой месяца. Но вульва Опры «Вульви», обделённая вниманием, и её анус «Гэрри», желающий увидеть Париж, рассказывают всем людям тайну об авторе книги. Фанаты шоу Опры хотят сжечь Полотенчика, а тот пытается спастись, бежав в здание банка. Но к своему ужасу Полотенчик обнаруживает, что здание банка закрыто. Затем Вульви и Гэрри берут нескольких людей в заложники, которых спасает Полотенчик. Он пролез в проем под дверью и открыл здание банка изнутри. В результате «Гэрри» убивает полицейский снайпер, а «Вульви» кончает с собой.

## Факты
- Название отсылает к роману «Миллион маленьких кусочков» (2003) писателя Джеймса Фрея.
- Сами Паркер и Стоун признали эпизод не очень удачным; изначально они собирались объединить абсурдную идею о говорящих гениталиях Опры Уинфри с чем-нибудь столь же абсурдным (для этого и был выбран Полотенчик), но, по словам Паркера, вместе две хорошие идеи соединились не очень удачно[1].
- Издательство Porcupine Press, в которое обращается Полотенчик со своей книгой, пародирует реально существующее издательство Penguin Books (точнее, его американское подразделение) своим названием и логотипом.
- В этом эпизоде появляется инопланетянин — он появляется на двери машины скорой помощи во время репортажа с места захвата заложников.
- Похоже, SWAT вооружён винтовками L85.
- В эпизоде пародируется смерть Кенни — после убийства Гэрри, Вульви произносит: «Вы убили его! Сволочи!» — и начинает монолог.